# Barry Kitson

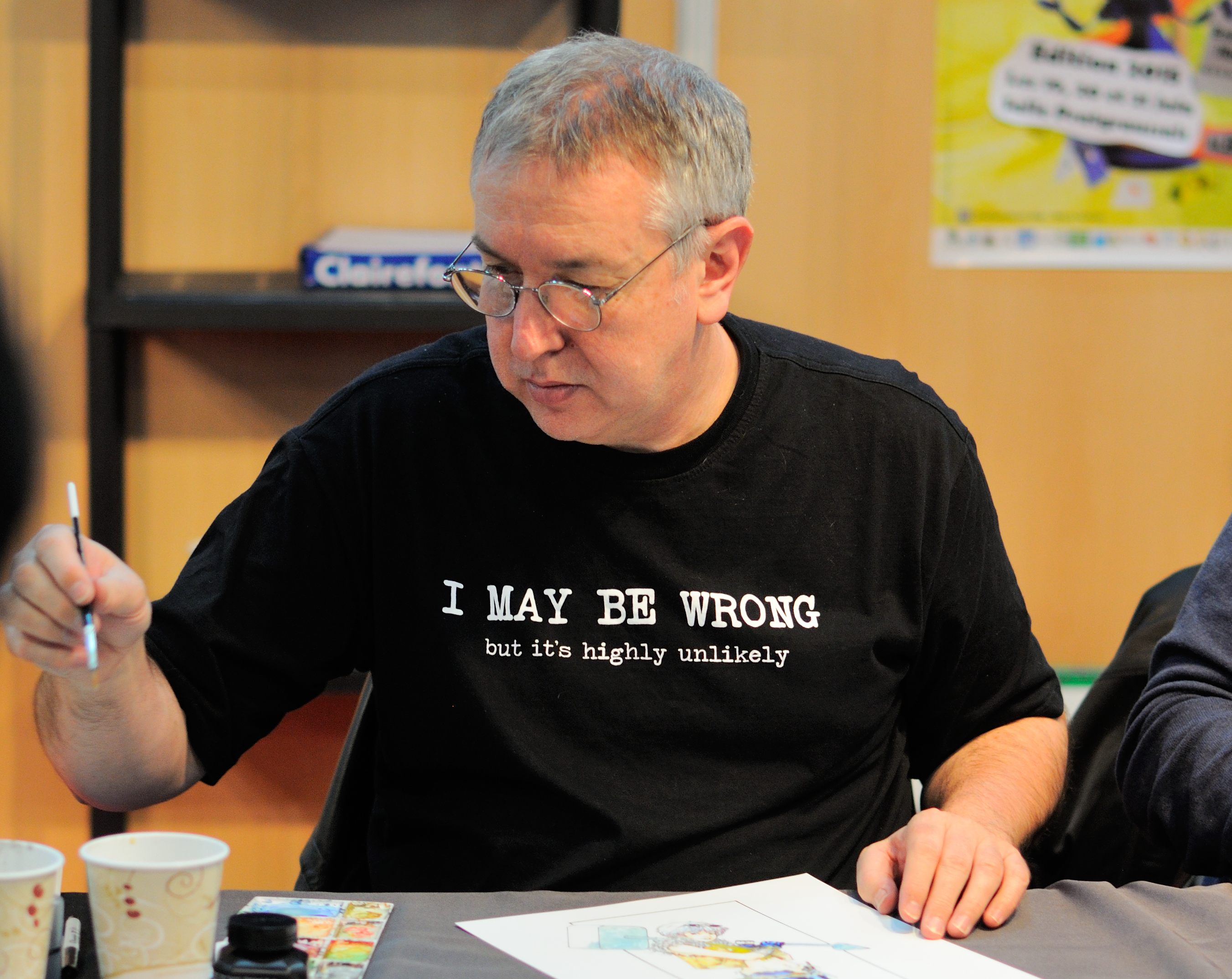
Barry Kitson (2014)

Barry Kitson ist ein britischer Comiczeichner.

## Leben und Arbeit
Kitson betätigt sich seit den 1980er Jahren als professioneller Zeichner. Dabei arbeitet er vorwiegend für die beiden großen US-amerikanischen Verlagshäuser DC-Comics und Marvel Comics.
Nachdem er für den Verlag Marvel UK, einem Ableger des US-Verlages, an Spider-Man gearbeitet hatte, wurde Kitson als Künstler für das britische Magazin Judge Dredd engagiert. Dort visualisierte er Geschichten von Autoren wie Alan Grant und Grant Morrison.
Für DC-Comics zeichnete Kitson Comic-Hefte für Serien wie Adventures of Superman, Azrael, Batman: Shadow of the Bat, The Titans, The Brave and the Bold, L.E.G.I.O.N. und die Catwoman-Geschichten für die Serie Action Comics Weekly. Hinzu kamen einige Ausgaben für die Batman-Anthologie Batman: Legends of the Dark Knight (#146–148) und Spezialprojekte wie Batman/Punisher, Batgirl Special, JLA: Year One oder Batman: Book of the Dead.
Kitson jüngstes Projekt ist die Serie Legion of Super Heroes die er seit 2004 betreut.